# Сямжа
Сямжа — село в Вологодской области, центр Сямженского района, образует Сямженское сельское поселение.
Расположено в 116 км к северо-востоку от Вологды на берегах реки Сямжена.

## История
В 1935 году в составе Вологодского округа Северного края был вновь создан ранее расформированный Сямженский район. В том же году на правом берегу реки Сямжена, давшей название району, в результате слияния деревень Дьяковская, Еремиха, Горка и Поповка возникло село Сямжа. В 1953 году оно стало районным центром.

## Население
| 1959  | 1970  | 1979  | 1989  | 2002  | 2010  | 2012  |
| ----- | ----- | ----- | ----- | ----- | ----- | ----- |
| 955   | ↗1290 | ↗2577 | ↗3928 | ↗3932 | ↗3949 | ↘3900 |
| 2013  | 2014  | 2015  | 2016  | 2017  | 2018  | 2019  |
| ↗3952 | ↗3956 | ↗3977 | ↗3988 | ↗4029 | ↗4071 | ↘4028 |
| 2020  | 2021  |       |       |       |       |       |
| ↗4037 | ↘3967 |       |       |       |       |       |

По переписи 2002 года население — 3932 человека (1923 мужчины, 2009 женщин). Преобладающая национальность — русские (99 %).

## Транспорт
Сямжа расположена на автодороге М8. С областным центром связана автобусным сообщением.
Ближайшая железнодорожная станция — Харовская, расположена в 57 км от Сямжи.

## Культура
В Сямже работают краеведческий музей, районный центр культуры, детская школа искусств, библиотека. Регулярно проходит областной лыжный «Сямженский марафон». В первом дивизионе Чемпионата области по футболу выступает сямженская команда «Ультрас».
Единственная в Сямже церковь Воскресения Христова (Бельтяевская Слободская) была построена в 1806 году. Церковь каменная двухэтажная с деревянной колокольней. В 1935 году была закрыта, использовалась как склад, лыжная база, сельский клуб, школа и СПТУ. Восстановление церкви начато в 1996 году.

## Экономика
Предприятия лесной промышленности.

## Климат
| Показатель                            | Янв.  | Фев.  | Март | Апр. | Май | Июнь | Июль | Авг. | Сен. | Окт. | Нояб. | Дек.  | Год |
| ------------------------------------- | ----- | ----- | ---- | ---- | --- | ---- | ---- | ---- | ---- | ---- | ----- | ----- | --- |
| Средняя температура, °C               | −12,1 | −10,9 | −5,8 | 1,2  | 9,1 | 15,3 | 17,7 | 14,4 | 8,8  | 2,2  | −6,6  | −10,7 | 2   |
| Источник: NASA. База данных RETScreen |       |       |      |      |     |      |      |      |      |      |       |       |     |